# ラグラン袖

ラグランスリーブの製図の一例

ラグラン袖（ラグランそで、Raglan sleeve）は洋服の袖の一形式である。ラグランスリーブと表記される場合もある。

## 解説

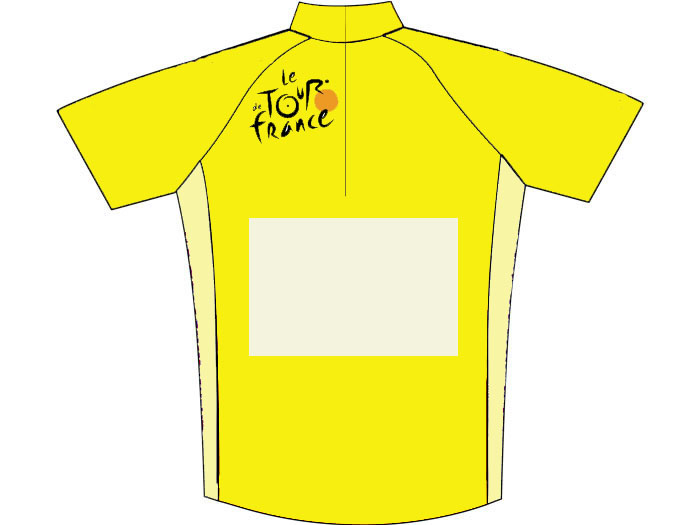
ラグラン袖のスポーツウェア

袖が襟ぐりまで切れ目なく続いており、鎖骨から腋窩にかけて斜めに縫い目が見られることが特徴となっている。スポーツウェアやトレーニングウェアに広く用いられている。

## 名前の由来

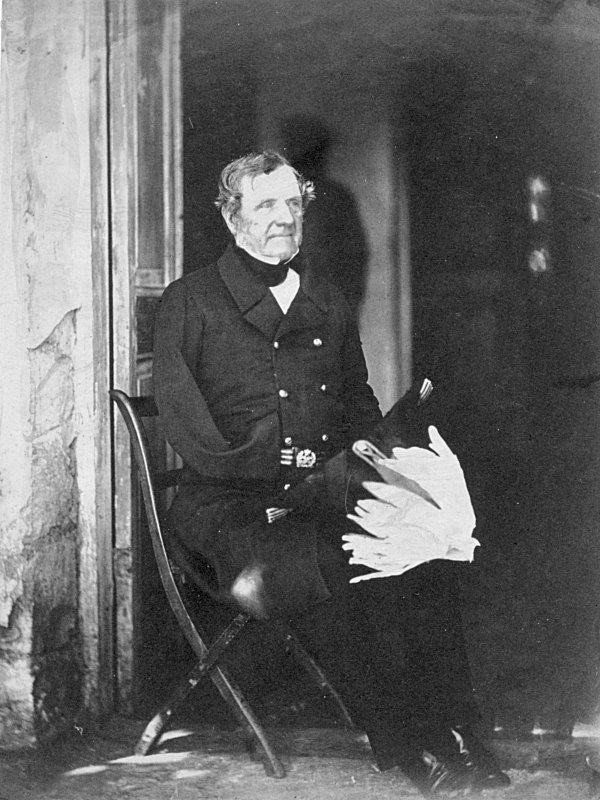
ラグラン男爵

ワーテルローの戦いで右腕を失った初代ラグラン男爵フィッツロイ・サマセットの注文により、コートの袖が彼に合うようにデザインされたことから名付けられた。

## 参考資料
- 辻元 よしふみ／辻元 玲子 『スーツ=軍服!?―スーツ・ファッションはミリタリー・ファッションの末裔だった!!』 彩流社、2008年3月。ISBN 978-4-7791-1305-5。